# Грязин, Павел Васильевич
Павел Васильевич Грязин (25 декабря 1924, село Дубровное, Акмолинская губерния, Киргизская АССР — неизвестно, Актюбинск, Казахская ССР) — бригадир электропечи Актюбинского завода ферросплавов Актюбинского совнархоза, Казахская ССР. Герой Социалистического Труда (1958). Член ЦК Компартии Казахстана.

## Биография
Родился в 1924 году в крестьянской семье в селе Дубровное Актюбинской губернии (сегодня в Северо-Казахстанской области находятся два населённых пункта с этим наименованием). Трудовую деятельность начал в 1941 году учеником на металлургическом заводе в Челябинске. В 1943 году вместе с группой опытных рабочих отправлен на новый завод ферросплавов в Актюбинске, который строился под руководством Михаила Царевского. Более восьми трудился старшим горновым в бригаде металлурга Семёна Дронова. За высокие трудовые достижения был награждён в 1950 году медалью «За трудовое отличие». Член КПСС.
В 1952 году назначен бригадиром электропечи. Бригада под его руководством досрочно выполнила социалистические обязательства и плановые задания Пятой (1951—1955) и Шестой (1956—1960) пятилеток. Указом Президиума Верховного Совета СССР от 19 июля 1958 года удостоен звания Героя Социалистического Труда за «выдающиеся успехи, достигнутые в деле развития чёрной металлургии» с вручением ордена Ленина и золотой медали «Серп и Молот» (№ 9339). Стал первым из двух Героев Социалистического Труда Актюбинского завода ферросплавов (вторым стал в 1971 году Кулганат Токбаев).
Был наставником молодых металлургов. Избирался членом ЦК Компартии Казахстана (1961—1971).
Трудился на Актюбинском заводе ферросплавов до выхода на пенсию. Проживал в Актюбинске. С 1978 года — персональный пенсионер союзного значения. Дата смерти не установлена.
Награды
- Герой Социалистического Труда
- Орден Ленина
- Медаль «За доблестный труд в Великой Отечественной войне 1941—1945 гг.» (06.06.1945)
- Медаль «За трудовое отличие» (24.01.1950)
- Медаль «За трудовую доблесть» (05.11.1954)